# If London Were Syria
If London Were Syria (Nederlands: Als Londen Syrië was) was een fondsenwervingscampagne van hulporganisatie Save the Children. Het doel van de campagne was om het bewustzijn te vergroten omtrent de situatie van kinderen te midden de Syrische Burgeroorlog. Op 5 maart 2014 werd de eerste video uitgebracht getiteld Most Shocking Second a Day Video. De datum waarop de video werd uitgebracht was ter gelegenheid van het driejarige bestaan van de burgeroorlog in Syrië. Na het succes van de eerste video, werd op 9 mei 2016 de tweede video uitgebracht onder de titel Still The Most Shocking Second A Day.

## Verhaal
In beide video's wordt de impact van oorlog door de ogen van een kind weergegeven, in de vorm van aan elkaar geplakte fragmenten. De eerste video begint met het meisje dat haar verjaardag viert met familie. Even later breekt er een burgeroorlog uit op de straten van Londen, en wordt ze gedwongen om haar huis te verlaten. Na het ontwijken van bommen op de chaotische straten belandt ze uiteindelijk in een vluchtelingenkamp. De video eindigt een jaar later met het meisje, nu dakloos en vaderloos, dat wezenloos voor zich uit staart zittend op een grimmig ziekenhuisbed. In de tweede video stort de maatschappij ineen, waardoor het meisje moet vluchten uit het Verenigd Koningrijk. In een overvolle boot riskeert het meisje de oversteek naar het Europese vasteland.

## Productie
De video's werden geproduceerd door Don’t Panic London, en de productie werd geleid door Richard Beer en Joe Wade. De hoofdrol van het meisje werd vervuld door Lily-Rose Aslandogdu, en haar moeder werd gespeeld door Michelle Archer. Het idee om elke seconde een dag te laten representeren, was geïnspireerd door ouders die elke dag een foto of filmpje maken van hun kind om zo hun leven te documenteren. Dit wordt onder andere gedaan door Sam Cornwell en Frans Hofmeester.

## Ontvangst
De campagne ontving zowel positieve als negatieve reacties. Vanwege het gebruik van een Brits meisje als hoofdpersoon en Londen als locatie, in plaats van een Syrisch meisje in Damascus, Aleppo of een andere Syrische stad.
Bij de Clio Awards behaalde beide video's brons (3e plaats).